# 井口智明
井口 智明（いぐち ともあき、1974年〈昭和49年〉12月14日 - ）は、日本の実業家。株式会社ディアローグホールディングスの代表取締役。

## 経歴
長野県木曽郡出身で、木曽高校を経て福井大学工学部で建築学を専攻する。（1級建築士の資格取得）株式会社熊谷組へ入社するも、建築現場で検査来訪した公務員を見て「絶対そっち側になりたい」と退職する。横浜市役所へ建築職採用で入職し、水道局で公共建築物設計、建築確認や開発許認可、などに携わる。28歳で昇進試験が不合格となり退職した。
「行きたい美容院がない。」と美容院を開業し、インターネット予約を用いて集客した。2015年ごろから保育園を開業し、2017年から2018年にかけて15施設を開園した。

### 木曽駒冷水公園
駒ヶ岳雪解け水利権の外資参入阻止を図り木曽駒冷水公園を計画し、YouTubeチャンネル「令和の虎」で、温泉(雪解け水を沸騰）開業資金1,000万円を条件付きで得る。

## 略歴
- 1996年 福井大学卒業、熊谷組入社
- 1998年 熊谷組退職、横浜市役所入職
- 2005年 横浜市役所退職、美容室開業
- 2006年 株式会社I-PLAN設立
- 2007年 株式会社ディアローグ設立
- 2014年 障がい者グループホーム I-HOUSE開設
- 2019年 株式会社プレパレーション設立
- 2020年 株式会社ディアローグ ホールディングス設立、株式会社dear-logue cosmetics設立
- 2023年 木曽駒冷水公園 開業